# The Day the Music Died

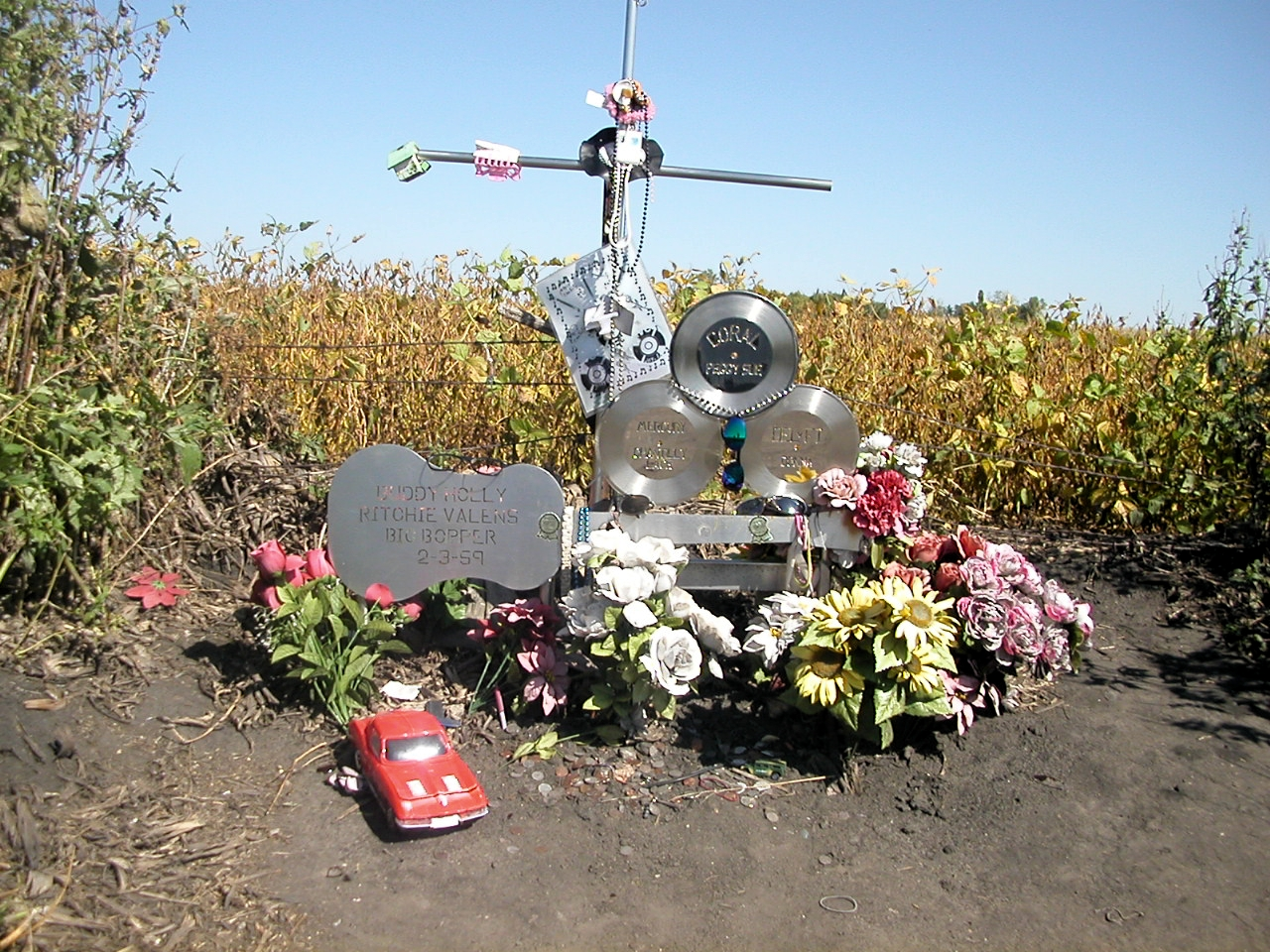
Denkmal an der Absturzstelle bei Mason City

The Day the Music Died („Der Tag, an dem die Musik starb“) ist eine populäre Bezeichnung für den 3. Februar 1959, an dem die Musiker Buddy Holly, Ritchie Valens und The Big Bopper bei einem Flugzeugabsturz ums Leben kamen. Der Song American Pie von Don McLean aus dem Jahr 1971 bezieht sich explizit auf diesen Tag; die Redewendung wurde durch ihn geprägt.

## Vorgeschichte
Anfang 1959 führte die auf drei Wochen ausgelegte Konzerttournee The Winter Dance Party einige Rock-’n’-Roll-Sänger und -Bands durch mehrere Städte im mittleren Westen der USA. Der Tourbus, der die Musiker von Ort zu Ort brachte, erwies sich als nicht sehr wintertauglich; die Heizung fiel schon kurz nach Tourstart aus. Buddy Hollys Schlagzeuger Carl Bunch musste sogar wegen Frostbeulen an den Füßen im Krankenhaus stationär behandelt werden.
Am 2. Februar 1959 hatte Holly genug von dem Bus und charterte mit seinen verbliebenen Bandkollegen Waylon Jennings und Tommy Allsup ein Kleinflugzeug des Typs Beechcraft Bonanza, um damit vom Auftrittsort Clear Lake in Iowa zum 500 km entfernten Flughafen von Fargo in North Dakota unweit des nächsten Auftrittsortes in Moorhead, Minnesota zu gelangen.
Jiles Perry „The Big Bopper“ Richardson, der sich vermutlich im kalten Tourbus einen grippalen Infekt zugezogen hatte, bat Waylon Jennings um dessen Platz im Flugzeug. Jennings stimmte zu, und als Buddy Holly von diesem Tausch hörte, sagte er im Scherz zu Jennings: „Ich hoffe, euer alter Bus friert endgültig zu!“, worauf dieser, ebenfalls scherzend, erwiderte: „Und ich hoffe, euer Flugzeug stürzt ab!“ Dieser Dialog verfolgte Jennings noch Jahre später.
Ritchie Valens wiederum, der noch nie in einem Kleinflugzeug geflogen war, fragte Tommy Allsup, ob er dessen Platz haben könne; dieser ließ daraufhin einen Münzwurf darüber entscheiden, aus dem Valens als Gewinner hervorging. Dion DiMucci von Dion and the Belmonts wollte ursprünglich auch mitfliegen, der Preis von 36 Dollar pro Person – das entsprach einer Monatsmiete für die Wohnung seiner Eltern – war ihm aber zu hoch, und er entschied sich für den Tourbus.

## Absturz

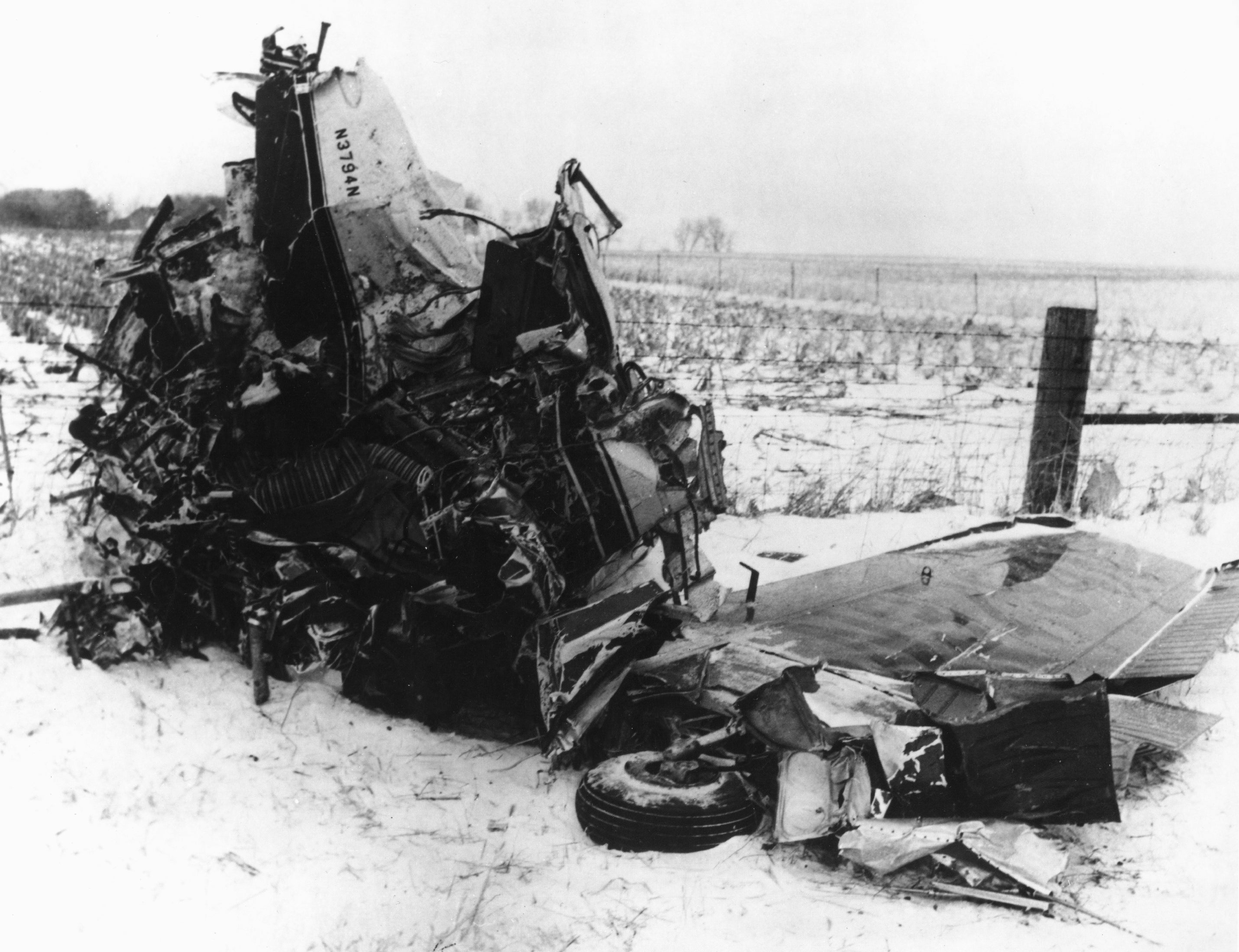
Die Absturzstelle am Tag des Unfalls

Gegen 1 Uhr morgens, direkt im Anschluss an das Konzert im Surf Ballroom von Clear Lake in Iowa, hob das Flugzeug bei Schneefall vom drei Kilometer entfernten Mason City Municipal Airport ab. Knapp fünf Minuten später stürzte es acht Kilometer nördlich von Clear Lake in ein Getreidefeld. Alle Insassen, der Pilot Roger Peterson sowie die Musiker Holly, Richardson und Valens, kamen dabei ums Leben.
Die Ursache war vermutlich, dass das Flugzeug mit einem künstlichen Horizont des Typs Sperry F3 ausgerüstet war, der die Fluglage entgegengesetzt zum realen Horizont anzeigt. Das führte dazu, dass der Pilot die räumliche Orientierung verlor, weil er für diese Art vom Instrumentenflug nicht ausgebildet war.

## Rezeption
- Der Folk-Rock-Song American Pie von Don McLean aus dem Jahre 1971 bezieht sich explizit auf diesen Tag; die Phrase „The Day The Music Died“ wurde durch das Stück geprägt.

- Der Musiker Eddie Cochran, der derselben Generation wie Buddy Holly angehörte, beschäftigte sich in dem Country-Song Three Stars von 1959 mit dem Unfalltod seiner drei Musikerkollegen. Der Tributesong wurde erst nach Cochrans eigenem Unfalltod 1960 veröffentlicht.

- Der britische Musiker Mike Berry veröffentlichte 1961 sein Tribute to Buddy Holly. Im gesprochenen Mittelteil des Liedes erwähnt Berry die Todesumstände: „Buddy Holly was killed in a plane crash in 1959, but his songs will always be remembered.“[3]

- Die Ärzte sangen in ihrem Stück Buddy Hollys Brille 1985 auf humoristische Weise über den Verbleib der Sehhilfe nach dem Flugzeugabsturz. 1998 wurde diese aus den Polizeiarchiven an die Heimatstadt von Buddy Holly übergeben, wo sie seitdem im Buddy Holly Center zu sehen ist.

- Der deutsche Musiker Bernd Begemann verarbeitete den Flugzeugabsturz 1993 in seinem Song Buddy, nimm lieber den Bus.[4]

### Gedenkstätte
1988 errichtete der Fan Ken Paquette ein stählernes Kreuz und Denkmal an der Absturzstelle – bestehend aus einer Gitarre und drei Schallplatten, die jeweils den Namen, den bekanntesten Songtitel und den Schallplattenfirmennamen der drei Künstler tragen. Die in Nord-Süd-Richtung verlaufende Straße westlich der Unfallstelle trägt den Namen Buddy Holly Place. Ein ähnliches Denkmal wurde von Paquette in der Nähe des Riverside Ballrooms in Green Bay in Wisconsin geschaffen, wo sie in der Nacht zuvor aufgetreten waren. Das Denkmal wurde am 17. Juli 2003 enthüllt.